# 콜드스프링하버 연구소
콜드스프링하버 연구소(Cold Spring Harbor Laboratory)는 미국 뉴욕주 롱아일랜드에 위치한 세계 최정상급 생명과학 연구소이자 교육기관이다. 규모가 작지만 분자생물학과 유전학 등에서 세계 선두를 달리고 있다. 네이처(Nature)지에 의해 연구결과 분야에서 세계 1위 기관으로 평가를 받았다. DNA 이중나선 구조를 발견한 제임스 왓슨, 옥수수 유전자를 해독하여 노벨상을 받은 바바라 매클린톡을 비롯하여 8명의 노벨 생리의학상 수상자를 배출했다.

## 역사

#### 1890년대: 생물 교사 양성 연구소로 문을 열다.
19세기말, 브루클린 예술과학협회는 해양생물학을 전공하는 고등학교 교사와 대학 강사들을 양성하는 연구소를 설립하였다. 그 당시의 생물학자들은 다윈의 진화론의 결과들에 대하여 주로 연구했기 때문에, 많은 연구소들은 연구 대상인 동식물들이 가까이 위치하는 바닷가에 위치하였다. 롱아일랜드의 북쪽 해안가는 브루클린협회가 바다를 공부하기에 최적의 장소로 지목되었다. 1889년, 존 존스가 부지와 건물을 지원하여 콜드스프링하버의 남서쪽에 콜드스프링웨일링회사가 설립되었고, 첫 생물학 수업이 1890년 7월 7일에 시작되었다.

#### 1904년: 유전학 연구가 시작되다.
1898년, 진화생물학 교수님이신 찰스 다벤포트가 연구소의 책임자가 되고, 1900년, 그레고르 멘델의 유전학 연구가 재발견되면서 유전학에 대한 관심이 높아져 이 연구소의 다음 임무로 정해지게 되었다. 다벤포트는 워싱턴의 카네기 연구소에 콜드스프링하버 지역에서 유전학 연구 프로그램을 설립할 것을 발표하였다. 1904년 6월, 카네기 연구소의 유전학과에서 멘델의 연구를 재발견한 3대 인물 중 한 사람인 휴고 데 브리스의 설득 연설이 있었다.

#### 1920-30년대: 현대 암 연구의 기초가 되다.
1916년, 쥐의 암 관련 유전학에 관한 연구를 하던 클라란스 리틀은 일본산 왈칭 마우스 스트레인에서만 육종의 이식이 가능한 것을 발견하였다. 1928년, 칼레튼 멕드웰은 백혈병에 태어나기 전부터 노출되어 있는 마우스 스트레인을 발견하였다. 교배 실험을 통해 암에 저항성을 갖는 스트레인이 개발되었다. 멕드웰의 업적은 현대 암 연구의 기초가 되었다.
1924년, 찰스 다벤포트는 레지날드 헤리스를 생물학 실험실 지도자로 임명하였다. 헤리스는 실험실의 연구 프로그램을 바꾸어 정량 생물학, 특히 생리학과 생물물리학에 초점을 맞추게 되었다. 헤리스는 가장 큰 업적은 1933년에 정량 생물학에 관한 콜드스프링하버 심포지움을 열기 시작한 것이다.

#### 1945년: 박테리오파지 강의가 분자유전학의 기초가 되다.
1941년 밀리슬라브 데메렉이 생물학 연구소와 유전학 연구소 두 군데의 대표로 지정이 되었고, 미생물을 이용하는 새로운 유전학 연구의 시대를 열었다. 데메렉는 박테리아와 이를 감염하는 박테리오파지 이용한 연구를 시작하였고, 1945년에 멕스 델브뤽에게 첫 심화 과정인 파지(phage) 강의를 시작하도록 하였다. 이 강의에서 델브뤽과 살바도르 루리아를 포함하는 협업자들은 다른 연구자들에게 새로운 유전적 개념과 실험적 도구들을 소개하였다. 파지 강의는 분자 유전학의 발전에서 핵심적인 역할을 하였다. 이 강의를 수강한 많은 과학자들은 파지의 유전자의 물리적 기초를 다지는데 이를 응용하였다. 델브뤽과 루리아는 1969년 노벨상을 수상하였고, 세 번째 파지 유전학자인 알프레드 헐쉬는 1950년에 콜드스피링하버 연구소를 그의 과학적 본거지로 삼기 시작하였다.
1942년, 데메렉은 세계적 세포유전학자인 바바라 멕클린톡을 유전학 연구소로 초대하였다. 1944년, 그녀는 여자로서는 최초로 내셔널아카데미오브사이언스에 선정되었다. 1940년대, 멕클린톡은 옥수수에서의 불안정한 돌연변이에 관하여 연구하기 시작했고, 여기서 곧 전이성 유전인자를 발견하게 되었다. 1983년, 멕클린톡은 트랜스포존에 관한 연구로 노벨상을 수상하였다.
제2차 세계대전 중, 밀리슬라브 데메렉은 페니실리움 크라이소지눔의 돌연변이 스트레인을 이용한 연구를 시작하였다. 이 연구는 항암제인 페니실린 수득율을 높여주었고, 전쟁 중 미국에 큰 도움을 주었다.

#### 1950년대: 제임스 왓슨 DNA 발견은 생물학의 새로운 시대를 열다.
알프레드 헐쉐이가 1950년에 콜드스프링하버로 왔다. 2년 뒤, 그와 마르타 체이스는 현대 생물학에서 가장 유명한 실험 중 하나인 “웨어링 블랜더” 실험을 진행하였다. 여기서 다른 과학자들이 유전자가 단백질이 아니라 DNA로 이루어져 있다는 것을 확실히 하였다. 1953년 DNA 구조가 제임스 왓슨에 의해 “바이러스”라는 콜드스프링하버 심포지움에서 밝혀지고, 생물학에서의 새로운 시대를 열었다.

#### 1968년: 제임스 왓슨이 책임자가 되면서 넓어지는 임무.
1962년, 워싱턴의 카네기 연구소에 의해 유전학 연구소가 더 이상 후원을 받지 못하자 생물학 실험실과 합쳐져 “정량 생물학의 콜드스프링하버 연구소”가 되었다. (이는 이후 1970년에 “콜드스프링하버 연구소”로 명명되었다.) 처음 몇 년간 새로이 설립된 연구소는 재정적으로 어려웠으나 책임자인 존 카이른스의 도움으로 많이 안정화되었다. 1968년, 카이른스는 연구직을 그만두기로 하였고, 하버드 대학의 교수가 된 제임스 왓슨이 새로운 책임자가 되었다.
왓슨은 연구소의 초점을 암 연구로 옮겼다. 1969년, 젊은 바이러스 학자인 조 샘브룩을 고용하여 현재까지 계속되고 있는 종양 바이러스 그룹이 설립되었다.1973, 마침내 콜드스프링하버 연구소는 재정적 안정을 찾았다. 그 해 찰스 사미스 로버트손이 로버트손 연구 재단을 설립하여 8백만 달러를 기부하였다.
1970년대 이후, 연구소의 암에 관한 연구가 번창하였고, 연구 분야가 훨씬 넓어졌다. 1980년대, 연구소에서 식물의 연구가 새로이 떠올랐고, 식물 생물학 건물이 신설되었다. 1990년, 아놀드와 마벨 베크멘 연구소가 완공되고 나서 신경과학 연구 프로그램이 확연히 성장하였다.
연구 분야의 확장과 함께 왓슨의 지도 하에 교육 프로그램들이 많이 개발되었다. 상당 수의 박사 후 과정들이 생겼고, 1988년 최초로 유전학을 대중에게 교육하는 DNA 러닝 센터가 설립되었다. 1998년 왓슨스쿨이 설립되고 나서 CSHL 암유전체연구센터가 2년 뒤에 설립되면서 콜드스프링하버 연구소에서 교육과 연구가 잘 융합된 것을 보여준다.

#### 1994~2009: 새로운 리더십 그리고 연구소의 확장.
1994년, CSHL 과학자인 브루스 스틸멘이 연구소의 책임자가 되었고, 왓슨이 대표가 되었다. 스틸멘은 DNA 복제를 발견한 사람으로 1979년부터 연구소에서 일 하였고, 1993년 로열소셜치 펠로우로 선정되었고, 2000년 미국 내셔널아카데미오브카이언스 멤버가 되었다.
2003년, 왓슨은 챈서러가 되고, 스틸멘이 연구소의 대표이자 NCI 암센터의 책임자가 되었다.
2007년, 왓슨은 챈서러를 그만두고, 2008년에 명예 챈서러가 되었다.
연구소의 역대 최대 규모 확장이 2009년에 힐사이드 연구소들이 문을 열면서 이루어졌고, 새로이 건설된 6개의 빌딩들은 연구소를 40%가량 확장시키는 동시에 200명의 관련된 연구원들을 수용할 수 있는 사택이 증축되었다.

## 연구
콜드스프링하버 연구소는 세계적으로 유명한 사설 연구소이자 교육기관이며 암, 신경과학, 식물학, 정량 생물학, 생물정보학과 유전학에 관한 연구 프로그램을 갖추고 있다. 연구 환경이 매우 통합적이어서 이 연구소의 과학자들은 생물학 분야의 가장 도전적인 문제들을 해결하기 위해 분야를 뛰어 넘어 공동으로 연구할 수 있다. 최종적인 목표는 이러한 기초적인 생물학적 기작 연구를 암, 뇌 질병 그리고 다른 질병들의 진단과 치료를 개선하기 위함이다.
본 연구소의 연구는 다른 대학, 병원, 생명기술과 제약분야의 과학자들과 공동으로 진행된다. 연구소 내 연구조직간의 과학적 교류와 새로운 아이디어 교환은 매년 전 세계에서 약 9,850명의 과학자들을 롱아일랜드의 콜드스프링하버 연구시설로 이끄는 훌륭한 미팅과 연구 과정들로 이루어진다. 최근에 새로 생긴 중국의 부설 연구소에는 추가적인 2,650명의 참여자를 이끈다.
연구소 과학자들의 혁신적인 정신, 비젼, 재능은 콜드스프링하버 연구소의 연구를 생명 과학 연구 분야의 가장 많이 인용된 연구 상위 1% 로 유지하는 원동력이다. 콜드스프링하버 연구소의 역동적이고 통합적인 환경은 또한 뛰어난 대학원생들과 박사 후 과정 연구자들을 위한 최고의 교육 경험을 촉진한다.

### 암
콜드스프링하버 연구소의 암 연구는 인간 암에 관련된 기본적인 생물을 이해하는 데에 주력하고 있다. 이렇게 기본적인 세포 활동 연구에 집중하는 이유는 암 세포에서 이러한 활동이 어떻게 바뀌는지 이해하는 것이 궁극적으로 실용적인 치료 방법의 틀을 제공하게 될 것이라는 전제를 기초로 하고 있다. 콜드스프링하버 연구소에서 개발된 몇몇의 기술적 개발을 토대로 다양한 종류의 암을 가진 마우스 모델들을 만들어 오고 있다. 더불어, 그러한 쥐들을 이용해 암의 발병과 진행에 관여하는 유전자들을 발견하고 특징을 찾고, 확인할 수 있게 되었다. 콜드스프링하버 연구소 암 연구 과정의 특별한 점은 상호 교류적이라는 것이다. 과학자들은 그들의 생각과 연구 과정의 궁금증들을 서로 공유하여 하나의 고립된 연구 환경에서는 불가능했던 막강한 시너지 힘을 발휘한다. 암 연구의 가장 첫 번째 목표는 마찬가지로 모든 주요 암에 대한 진단과 치료를 개선하기 위해 서로 공유하는 것이다.
콜드스프링하버 연구소는 국림 암 연구소(NCI)의 암 센터 프로그램의 지원을 받는 약 60여 개 연구소 중 하나이며, 1987년에 국립 암 연구소 암 센터로 지정되었다. 콜드스프링하버 연구소는 세 개의 주요 연구 분야로 구성되어 있고, 콜드스프링하버 연구소를 지원하는 10개의 소규모 연구원을 포함한다.

### 신경과학
콜드스프링하버 연구소는 행동에 내재된 뇌의 활동과 신경 회로를 이해하여 이 회로들의 어떠한 혼란이 알츠하이머 병, 자폐증, 조현증, 우울증과 같은 신경학적 질병들을 유발하는가에 대한 연구를 중점적으로 진행한다. 이를 위해 설치류와 초파리 모델에 분자학적, 세포학적, 유전학적, 발생학적, 이론적, 생리학적, 행동학적 방법을 적용해 연구한다.
콜드스프링하버 연구소의 신경과학 연구는 매우 협력적이고, 감각 과정, 인지 과정, 인지장애라는 세 가지 큰 주제로 나뉜다. 감각 과정 그룹은 감각 표상(청각, 후각, 시각)과 의사결정에 관한 기본적인 질문들에 대해 연구한다. 인지 과정 그룹은 현대적인 신경과학 연구 방법을 이용해 집중, 기억, 의사결정을 포함하는 인지 과정의 바탕이 되는 신경 기작을 연구한다. 이러한 연구는 본래 영장류와 같은 인간이 아닌 동물들로만 연구되어 왔다. 인지 장애 그룹은 자폐증과 조현과 같은 질병들의 유전적 배경에 관한 최신 연구를 바탕으로 신경 회로와 시냅스 기능이 어떻게 방해받는 지 연구한다. 또한, 뇌의 회로, 연결, 기능에 대한 이해를 높히기 위한 새로운 해부학적 방법을 개발하려는 노력도 있다.

### 식물학
콜드스프링하버 연구소의 식물학 그룹은 곡물의 생산성, 생물다양성, 그리고 기후 변화에 영향을 끼치는 식물 발달과 유전 기본 기작을 연구한다. 그들은 애기장대풀, 옥수수, 최근에는 토마토를 모델로 사용해 1940년대와 50년대에 본 연구소에서 진행되어 노벨상을 받은 바바라 맥클린톡(Barbara McClintock)의 연구를 바탕으로 확장하여 연구중이다. 그녀가 발견한 전이성 유전 인자, 또는 점핑 진(jumping genes)은 에피제놈을 재정비하고 콜드스프링하버 연구소에서 애기장대풀과 옥수수의 기능 유전학 연구를 하는 데 이용되고 있다.

### 유전학
콜드스프링하버 연구소는 에피제노믹 시퀀싱, 프로파일링과 더불어 애기장대풀, 쌀, 수수, 옥수수와 같은 식물 유전자 시퀀싱 프로젝트에 다수 참여하고 있다. 본연구소는 아이플랜트 사이버인프라스트럭쳐 콘소시움( iPlant Cyberinfrastructure consortium)과 롱아일랜드 생체연료 연합(Long Island Biofuels Alliance)의 일부이다. 연구소는 주변에 업랜드 팜(Upland Farm)이라 불리는 12에이커의 농작지를 소유하고 있으며, 그 곳에서 전문가가 연구를 위한 옥수수, 토마토, 애기장대풀을 기른다.

### 정량 생물학
콜드스프링하버 연구소는 최근 정량생물학을 위한 시몬스 센터(Simons Center for Quantitative Biology, 이하 SCQB)를 개관했다. SCQB의 연구원들은 응용 수학, 컴퓨터 과학, 이론 물리학, 공학을 전공했다. SCQB 연구원들은 콜드스프링하버 연구소의 다른 연구원들과 긴밀히 소통할 것이고, 유전 분석학, 신경생물학, 진화생물학, 그리고 신호 이미지 과정학 분야에 그들의 특별한 방법을 적용할 것이다.

## 교육
콜드스프링하버 연구소의 교육 프로그램은 학생들에게 생물에 관련된 최신 아이디어와 발견 및 기술 등을 소개하고, 세계에서 가장 잘 나가는 과학자들과 함께 연구할 수 있는 기회를 제공한다. 연구소가 생물학 첫 번째 강의를 시작한 것은 어연 1세기가 지난 1890년이다. 그 이래로 교육 기관으로서의 역할은 꾸준히 커져왔다. 현대에 와서는 어린이들, 선생님들, 학생들, 대학생, 대학원생들, 그리고 과학자들을 대상으로 하는 프로그램이 개발되었다.

### 학생들을 위한 과정
DNA 러닝센터(DNALC)는 세계에서 최초로 일반 대중들에게 유전학 교육을 위해 설립된 기관이다.

#### 프로그램
1. 실험, 컴퓨터 활용, “우리의 유전자” 박물관 전시 관람, 멀티미디어 프레젠테이션 등의 활동
2. 일주일간의 유전체 워크샵을 포함하는 중고등학생들을 대상으로 하는 여름 캠프
3. 선생님들을 위해 열리는 미국 전역의 연계된 기관들에서 진행되는 워크샵
4. 필드트립과 과학 특강 등을 포함하는 지역 학교에서 진행되는 멤버십 프로그램

“미래를 위한 파트너” 프로그램은 롱아일랜드 고등학교 학생들을 연구소로 초대하여 의과학 연구를 소개하는 과정이다. 매년 2월 초 롱아일랜드 고등학교 의장이 세 명의 학생들을 선정하면 연구소 측으로 전달이 된다. 여기서 선발된 학생들은 9월부터 이듬해 3월까지 매주 최소 10시간을 연구소에서 보내며 멘토의 지도 하에 연구를 진행한다. 프로그램의 마지막에 학생들은 구두 발표를 한다. 프로그램의 최고 장점은 학생들이 연구실 생활을 경험할 수 있고 상대적으로 젊은 과학자들을 만날 수 있다는 것이다.
“일일 교수 체험” 프로그램은 유능한 고등학교 학생들이 일정 기간 동안 과학을 접할 수 있게 하는 또 다른 제도이다. 여기서 학생들에게 연구실 밖에서 이뤄지는 커뮤니케이션이나 피어 리뷰를 경험해볼 수 있다. 학생들은 다양한 과학 관련 미팅이 열리는 학회나 포스터 세션에 참여하며, 과학자로서의 삶을 체험한다. 과학과 연구에 관심이 많은 고등학생들이면 누구나 지원할 수 있으며, 관련된 주제에 관한 기본적 지식이 없어도 가능하다. 이 프로그램은 가을에 세 번, 봄에 세 번으로 일 년에 총 여섯 번 열리며, 지원은 늦어도 각 세션 시작 삼 주 전에 마감된다.

### 대학생들을 위한 과정
콜드스프링하버 연구소의 대학생들을 위한 과정으로 실질적으로 기술을 배운 젊은 과학자들이 연구소의 일원으로 참여할 수 있는 기회를 제공한다. 매년, 전 세계 학생들 중 25명이 10주 간의 여름 프로그램에 초청되어 연구소의 전문가들과 일하며 암생물학, 신경과학, 식물학, 세포분자생물학, 유전학, 생물정보학 및 유전체학 등의 분야에서 연구를 진행한다. 참가자들은 과학적 분석, 실험 방법, 이론적 원리, 과학적 토론 방법 등을 배운다. 이 과정을 마친 학생들은 그들을 대상으로 열리는 세미나와 행사들에 참여하게 된다. 매년 여름 막바지에 열리는 심포지움에서 학생들은 그들의 연구를 콜드스프링하버 연구소 커뮤니티 전체 앞에서 발표할 기회를 가지며 프로젝트에 관한 논문도 작성한다.

### 박사 과정
콜드스프링하버 연구소에서 생물학 분야에서의 박사 과정을 밟을 수 있다. 학생들, 박사 후 과정 연구원들, 그리고 교수들이 서로 가까이에서 연구하는 국제적 과학 커뮤니티로 친밀하고 상호적인 분위기를 형성한다. 대학원생들은 왓슨스쿨을 통해 박사 후 과정을 밟거나 스토니 브룩 대학에서 대학원 과정을 다닐 수 있다.

#### 왓슨 스쿨
왓슨 스쿨에서의 박사 과정은 대학원 교육에서 충분한 능력을 발휘한 학생들을 위해 설립되었다. 커리큘럼은 학생들이 전문적 학자가 되어 그들의 연구와 미래에 필요한 지식을 습득할 수 있도록 짜여져 있다.

#### 스토니 브룩 대학과의 연계 과정
20년이 넘는 기간 동안, 스토니 브룩 대학의 대학원생들이 콜드스프링하버 연구소로 와서 박사 과정을 마쳤다. 이 연계 과정은 학생들이 스토니 브룩 대학, 콜드스프링하버 연구소, 브루크헤븐 국립 연구소의 전문가들과 연구할 수 있도록 해준다. 이 프로그램에 참여하는 학생들은 스토니 브룩 대학에서 강의를 듣고, 앞의 세 기관 중 원하는 곳에서 연구를 진행할 수 있다.

### 박사 후 과정
콜드스프링하버 연구소는 과학자들을 교육시키고 양성할 의무가 있다.

#### 펠로우 프로그램
교수의 지도 아래에 학생들이 자신만의 연구를 진행할 수 있다. 독립된 실험실과 기술보조인을 둘 수 있으며, 연구소의 모든 자원들을 이용할 수 있다.

#### 박사 후 연구
박사 후 연구원들은 콜드스프링하버 연구소의 연구에 있어 핵심적인 역할을 한다. 연구소에는 150명이 넘는 박사 후 연구원들이 있다.

#### 회의와 강좌
전 세계 1만 명 정도의 과학자들이 매년 콜드스프링하버 연구소의 회의나 강좌에 참여한다. 이런 프로그램들은 생명과학과 관련된 넓은 분야에서 다양한 주제를 가지고 진행된다.

#### 벤버리 센터 회의
벤버리 센터 회의는 지정된 사람들만 참여할 수 있는 것으로 30~40명의 과학자들이 분자 생물학, 분자유전학, 인간 생물학, 신경과학 그리고 과학 정책에 관한 워크샵에 초대된다.

## 같이 보기
- 소크 연구소
- 매사추세츠 공과대학교
- 하버드 대학교
- 록펠러 대학교
- 캘리포니아 공과대학교

## 참고 문헌
1. Charlotte Hunt-Grubbe (October 14, 2007). "The elementary DNA of Dr Watson". The Times. Retrieved August 31, 2011.
2. "James Watson retires amidst race controversy". New Scientist. 25 October 2007. Retrieved August 31, 2011.
3. "Dr. James D. Watson Retires as Chancellor of Cold Spring Harbor Laboratory" (Press release). Cold Spring Harbor Laboratory. October 25, 2007. Retrieved August 31, 2011.